# Centroptilum conturbatum
Centroptilum conturbatum är en dagsländeart som beskrevs av Mcdunnough 1929. Centroptilum conturbatum ingår i släktet Centroptilum och familjen ådagsländor. Inga underarter finns listade i Catalogue of Life.